# Bracelete eletrônico de vigilância

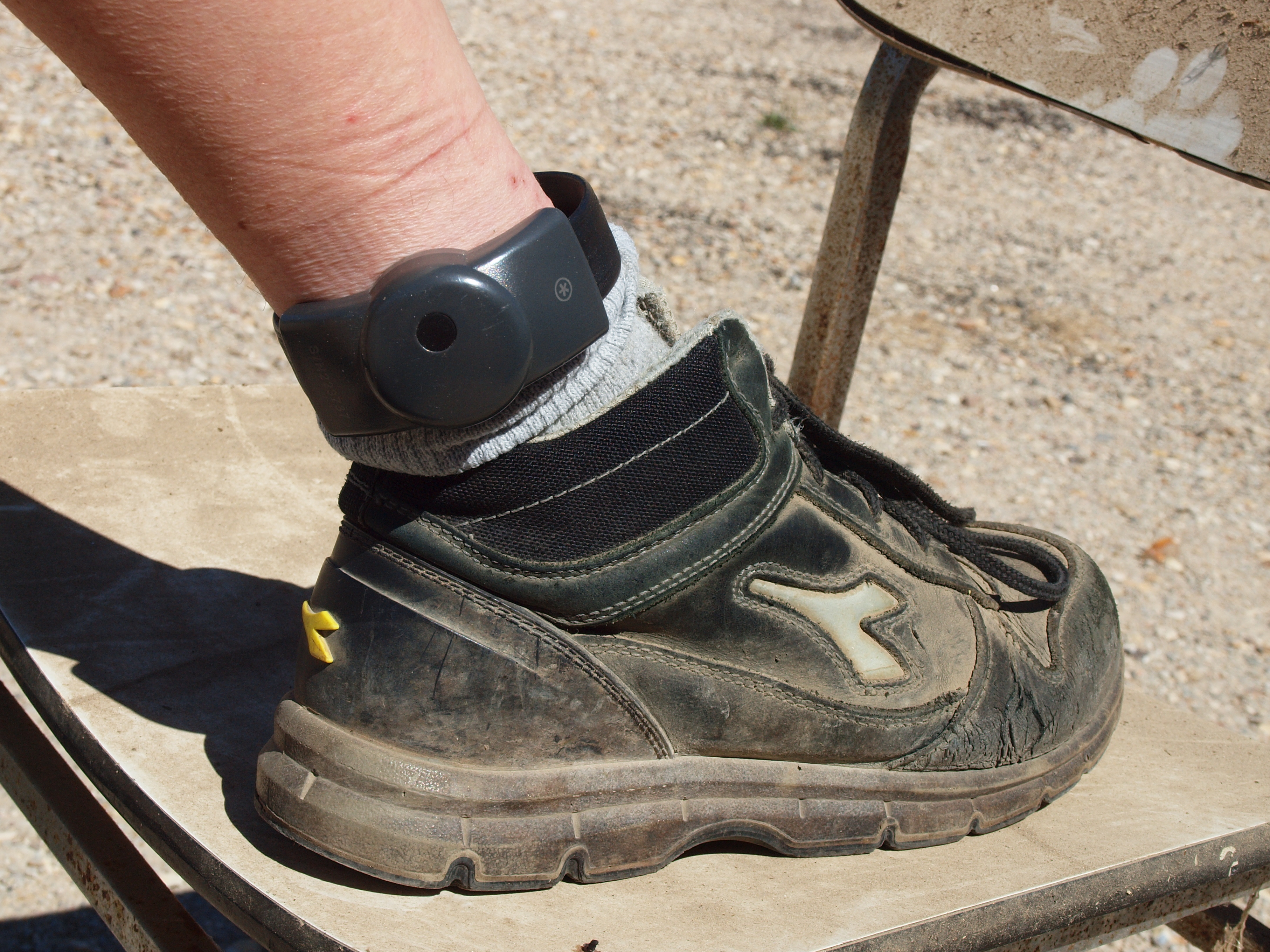
Uma tornozeleira eletrônica.

O bracelete eletrônico de vigilância, também chamada de pulseira eletrônica (português brasileiro) ou pulseira eletrónica (português europeu) e tornozeleira eletrônica (português brasileiro) ou tornozeleira eletrónica (português europeu)), é uma forma de pena de substituição à prisão ou para ser utilizado durante o processo de instrução do processo. O princípio consiste em agregar ao prisioneiro uma marca eletrônica inviolável. É uma prática do direito penal de diversos países como Portugal, França e os Estados Unidos. 
Diversas tecnologias podem ser utilizadas para obter esse resultado. A mais conhecida é a que originou o nome, sendo um tipo de relógio de pulso ou tornozeleira que contém uma identificação eletrônica que pode ser monitorada à distância pelas autoridades policiais ou penitenciárias. Uma outra possibilidade seria a inserção de um chip de identificação eletrônica sob a pele dos condenados.
As vantagens tecnológicas associadas são relativamente claras mesmo considerando que esta não é ainda uma solução com sua máxima aplicação:
- inviolabilidade: o bracelete não poderá ser facilmente retirado ou desativado.
- detectabilidade: o chip de identificação deve poder ser facilmente localizado pelas autoridades mesmo em uma grande distância.
- confiabilidade: como todos os sistemas eletrônicos, a pane não pode ser desconsiderada, mas suas consequências serão certamente mal recebidas pela população.
- respeito à vida privada dos condenados: os condenados deverão estar restritos em seu direito de locomoção, poderão ser encontrados em caso de fuga; mas sem isso causar uma direta invasão na intimidade do indivíduo e de seus familiares.

## A utilização de vigilância eletrônica no direito francês

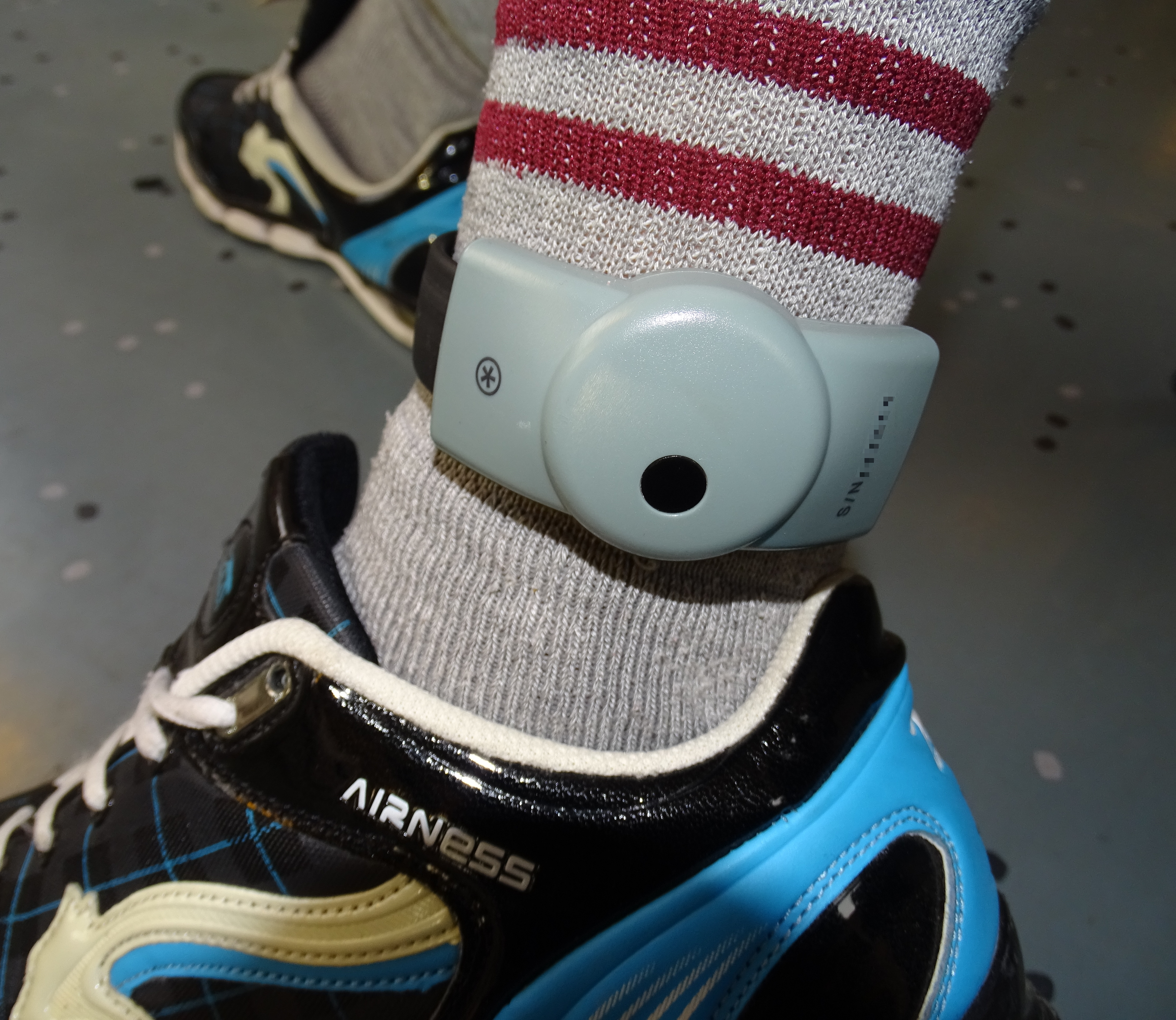
Uma tornozeleira eletrônica.

Trata-se de uma medida de controle judiciário de cumprimento de pena que consiste num sistema eletrônico de vigilância à distância que informa a presença ou a ausência, de um condenado a essa pena, no lugar decidido pela justiça que o condenou.

### Autoridade competente pela condenação à vigilância eletrônica
A pena de condenação à vigilância eletrônica pode ser sentenciada por :
- pode ser por um Juiz de instrução ou o Juiz das liberdade e detenção (abreviado na França como JLD) quando a pessoa é condenada preventivamente;
- pode ser por um Juiz de aplicação de penas (abreviado como JAP) quando a pessoa é condenada a uma pena restritiva de liberdade.

A condenação por pena de vigilância eletrônica faz parte das medidas do diretor do Serviço penitenciário de inserção e Provação (SPIP) pode ser proposta ao JAP nos casos de redução de pena instituídos pela lei de 9 de março de 2004, chamada "lei perben ".
Desde o 1º de janeiro de 2005, a jurisdição de julgamento pode solicitar uma condenação por vigilância eletrônica na audiência do julgamento. Esta medida é associada à execução provisória.

### Possíveis beneficiados a condenação por vigilância eletrônica?
São beneficiados por essa medida :
- as pessoas postas à prova (do francês mise en examen, que é uma espécie de forte suspeita);
- as pessoas condenados a uma ou mais penas privativas de liberdade cuja duração não exceda um ano ou que as pessoas condenadas que possuam uma pena remanescente igual ou inferior a um ano.

### Quais as condições materiais que devem ser preenchidas?
- ter um domicílio fixo ou um albergamento estável (pelo menos durante a pena de vigilância eletrônica) ;
- possuir uma linha de telefone fixo sem nenhuma obstrução (Internet discada, secretária eletrônica…) ;
- sendo o caso, possuir um atestado médico demonstrando a compatibilidade da pessoa condenada em utilizar o bracelete de vigilância eletrônica ;
- obter o aval do locador ou proprietário do imóvel caso o domicílio do condenado não seja um local próprio ou público.

Estes elementos, ou outros como a verificação da disponibilidade dos dispositivos técnicos e a verificação da situação familiar, material e social do condenado, sendo feitas ainda enquetes preliminares de viabilidade diligenciadas pelo serviço penitenciário de inserção e probação (SPIP).

### Funcionamento do dispositivo
A pessoa é condenada a utilizar, no pulso ou na canela, um bracelete que possui um emissor. Este emissor transmite um sinal frequente ao receptor, que é colocado no ambiente definido pelo juízo. O receptor por sua vez envia ao centro de vigilância diversas informações (mensagens relativas ao funcionamento do dispositivo, dados sobre a presença da pessoa no local definido, e outras diversas informações pertinentes).
Em casos de tentativa de violação das obrigações da pessoa condenada (desrespeito dos horários definidos, tentativa de retirada ou desabilitação do bracelete...), o sistema adverte o centro de vigilância com um alarme.

### Procedimentos de concessão
Em princípio, caso tenha decidido por essa pena no julgamento, a condenação por vigilância eletrônica intervém :
- sobre a decisão do Juiz de instrução, após o devido interrogatório na presença de um advogado, seja pela decisão do Juiz das liberdades e da detenção após exercido os direitos de ampla defesa e contraditório. O juízo de instrução ou o juízo das liberdades e detenção não informa a pessoa posta à prova no caso onde ela não respeitou suas obrigações da vigilância eletrônica, cujo caso ela será detida provisoriamente. A pessoa posta à prova colocada sob vigilância eletrônica é inscrita dentro de um registro nominal especial mantido pela administração penitenciária ;
- sobre a decisão do juízo de aplicação das penas (JAP), com ou sem o exercício da ampla defesa e contraditório desde que o procurador da república recuse ou aceite a medida.

Antes de ser colocado sob vigilância eletrônica, a pessoa deve entrar em acordo em presença de seu advogado. Após 1º de Janeiro de 2005, a presença do advogado é facultativa.

### Obrigações de uma pessoa colocada sob vigilância eletrônica
A colocação sob vigilância eletrônica tem por obrigação básica a proibição de se afastar de seu domicílio ou de qualquer outro lugar designado pela autoridade judiciária nos períodos definidos por essa autoridade.
Os períodos e os lugares são fixados dependendo dos seguintes fatores :
- do local de exercício de uma atividade profissional pelo lugar ;
- do fator que envolve o ensino ou a formação, estagio profissional ou emprego temporário visando a sua inserção social ;
- de sua participação na sua vida familiar ;
- de uma prescrição de um tratamento médico ;

A colocação sob vigilância eletrônica comporta a obrigação de responder às convocações de todas autoridades públicas designadas pelo Juiz.
O condenado admitido pelo benefício da vigilância eletrônica pode igualmente ser submetido às medidas previstas nos artigos 132-43  à 132-46  do código penal francês (trata sobre o cumprimento de algumas determinações legais restritivas de liberdade durante a fase de instrução do processo, como por exemplo não sair da cidade, não ficar incomunicável...).
O condenado colocado sob vigilância eletrônica deverá estar registrado para obter os benefícios do crédito de  redução de pena e de redução de penas suplementares.

### Descumprimento a medida
- tratando-se de um suspeito, o juiz pode colocá-lo em detenção provisória;
- tratando-se de um condenado o JAP pode mandar a suspensão da medida. Neste caso, ele terá direito ao contraditório no período dos quinze dias seguintes ao encarceramento do condenado que resulte desta suspensão, ao final da qual a pessoa é recolocada sob vigilância eletrônica caso não tenha sido detido por outra causa;
- O JAP pode igualmente retirar a decisão de vigilância eletrônica, seja em casos de não observação das proibições ou obrigações previstas nos artigos 132-26-2 et 132-26-3 do código penal francês , de conduta incompatível, da não observação das medidas previstas nos artigos 723-10 do Código de Processo Penal Francês , de uma nova condenação ou da recusa pelo condenado de uma modificação necessária das condições de execução, ou pela solicitação do condenado. A decisão é tomada após exercer o contraditório.